# St. Clair Shores Fighting Saints
St. Clair Shores Fighting Saints byl profesionální americký klub ledního hokeje, který sídlil v St. Clair Shores ve státě Michigan. V letech 2016–2017 působil v profesionální soutěži Federal Hockey League. Fighting Saints ve své poslední sezóně v FHL skončily v základní části. Své domácí zápasy odehrával v hale St. Clair Shores Civic Arena. Klubové barvy byly námořnická modř, zelená, zlatá a bílá.
Zanikl v roce 2017 přestěhováním do Kingsvillu, kde byl vytvořen tým North Shore Knights.

## Přehled ligové účasti
Zdroj: 
- 2016–2017: Federal Hockey League